# Campionati mondiali universitari di lotta
I Campionati mondiali universitari di lotta (World University Wrestling Championships) sono una competizione mondiale per lottatori iscritti all'università, organizzata dalla Federazione internazionale sport universitari (FISU), che si tengono periodicamente con cadenza biennale. La prima edizione si è svolta nel 1968.

## Edizioni
| Edizione | Anno | Citta           | Nazione   | N° di Paesi |
| -------- | ---- | --------------- | --------- | ----------- |
| 1ª       | 1968 | Istanbul        | Turchia   | 7           |
| 2ª       | 1996 | Teheran         | Iran      | 18          |
| 3ª       | 1998 | Ankara          | Turchia   | 16          |
| 4ª       | 2000 | Tokyo           | Giappone  | 23          |
| 5ª       | 2002 | Edmonton        | Canada    | 27          |
| 6ª       | 2004 | Łódź            | Polonia   | 26          |
| 7ª       | 2006 | Ulan Bator      | Mongolia  | 30          |
| 8ª       | 2008 | Tessalonica     | Grecia    | 27          |
| 9ª       | 2010 | Torino          | Italia    | 32          |
| 10ª      | 2012 | Kuortane        | Finlandia | 24          |
| 11ª      | 2014 | Pécs            | Ungheria  | 27          |
| 12ª      | 2016 | Çorum           | Turchia   | 24          |
| 13ª      | 2018 | Goiânia         | Brasile   | 12          |
| 14ª      | 2020 | Nižnij Novgorod | Russia    | -           |